# Sonia Pasteris
Sonia Pasteris (* 2. Juni 1966 in Asmara, Eritrea) ist eine ehemalige italienische Squashspielerin.

## Karriere
Sonia Pasteris spielte von 1999 bis 2004 auf der WSA World Tour. Ihre höchste Platzierung in der Weltrangliste erreichte sie mit Rang 67 im Dezember 2001. Mit der italienischen Nationalmannschaft nahm sie 2000 und 2008 an der Weltmeisterschaft teil. Zudem gehörte sie auch mehrere Male zum italienischen Kader bei Europameisterschaften und vertrat Italien bei den World Games 2005, bei denen sie in der ersten Runde ausschied. Pasteris wurde 1996, 1998, 1999, 2000, 2005 und 2012 italienische Meisterin.

## Erfolge
- Italienischer Meister: 6 Titel (1996, 1998–2000, 2005, 2012)